# Edificios Galicia
Los Edificios Galicia son un conjunto de dos edificios de estilo moderno, ubicados en la esquina de la Avenida de Mayo y la calle Santiago del Estero, en el barrio de Monserrat, en la ciudad de Buenos Aires, Argentina.
El proyecto fue ideado por el Banco de Galicia hacia 1970, la obra fue realizada en el año 1975 por la empresa IANUA y su uso principal es residencial con departamentos de uno, dos y tres ambientes, aunque el primer piso es ocupado por oficinas y la planta baja posee locales comerciales. El conjunto ocupa el ancho total de la manzana, y el edificio norte tiene su entrada por la Avenida de Mayo, mientras que el sur tiene la propia por la calle Hipólito Yrigoyen, paralela a la avenida.
El par de edificios desentona con la estética edilicia de la Avenida de Mayo, asociada a estilos europeos de fines del siglo XIX como el art nouveau y el clasicismo. Se encuentra en la misma cuadra que el Palacio Barolo, uno de los edificios más representativos de Buenos Aires, y con su altura interrumpe el haz de luz que arroja el faro que corona al Barolo, al tiempo que impide su vista desde el este. Hasta la construcción de los edificios Galicia, el Palacio Barolo era el edificio más alto de la Avenida de Mayo, alcanzando 100 metros.
Ambas estructuras cuentan con 24 pisos y 12 departamentos por piso. Tienen 4 ascensores generales y 2 ascensores de servicio por torre.